# Mecanică statistică

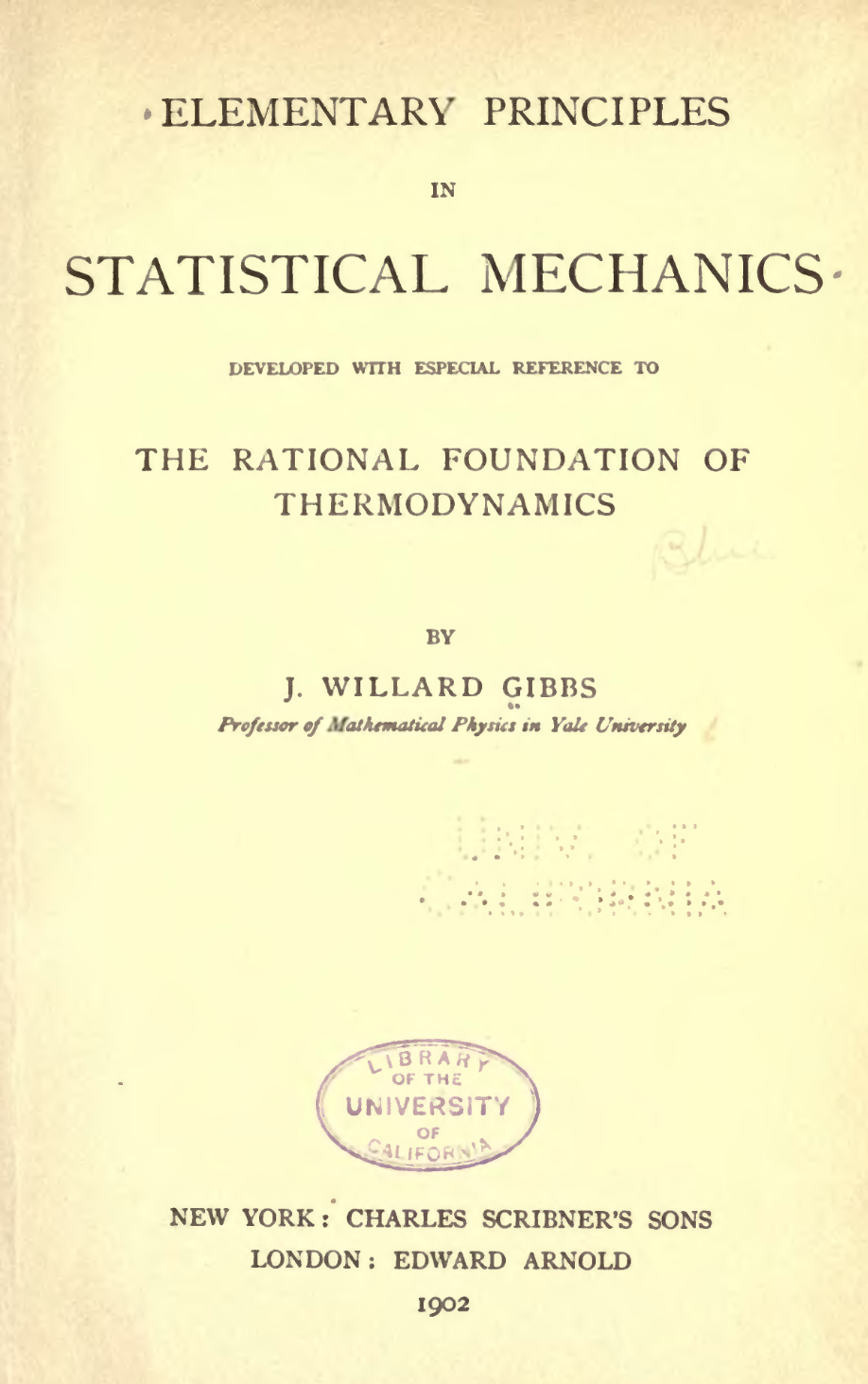
Tratatul Principii elementare în mecanica statistică, publicat de Gibbs în 1902, prezintă „fundamentarea rațională a termodinamicii”.

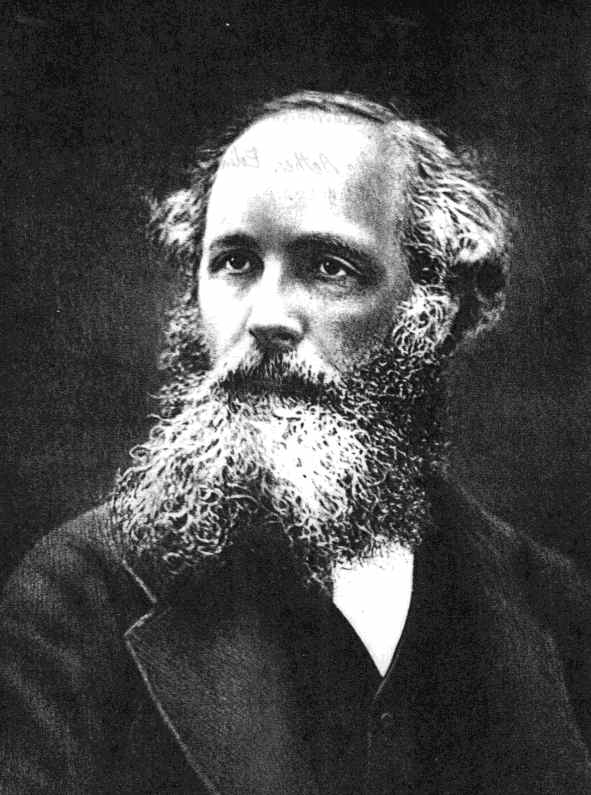
Maxwell

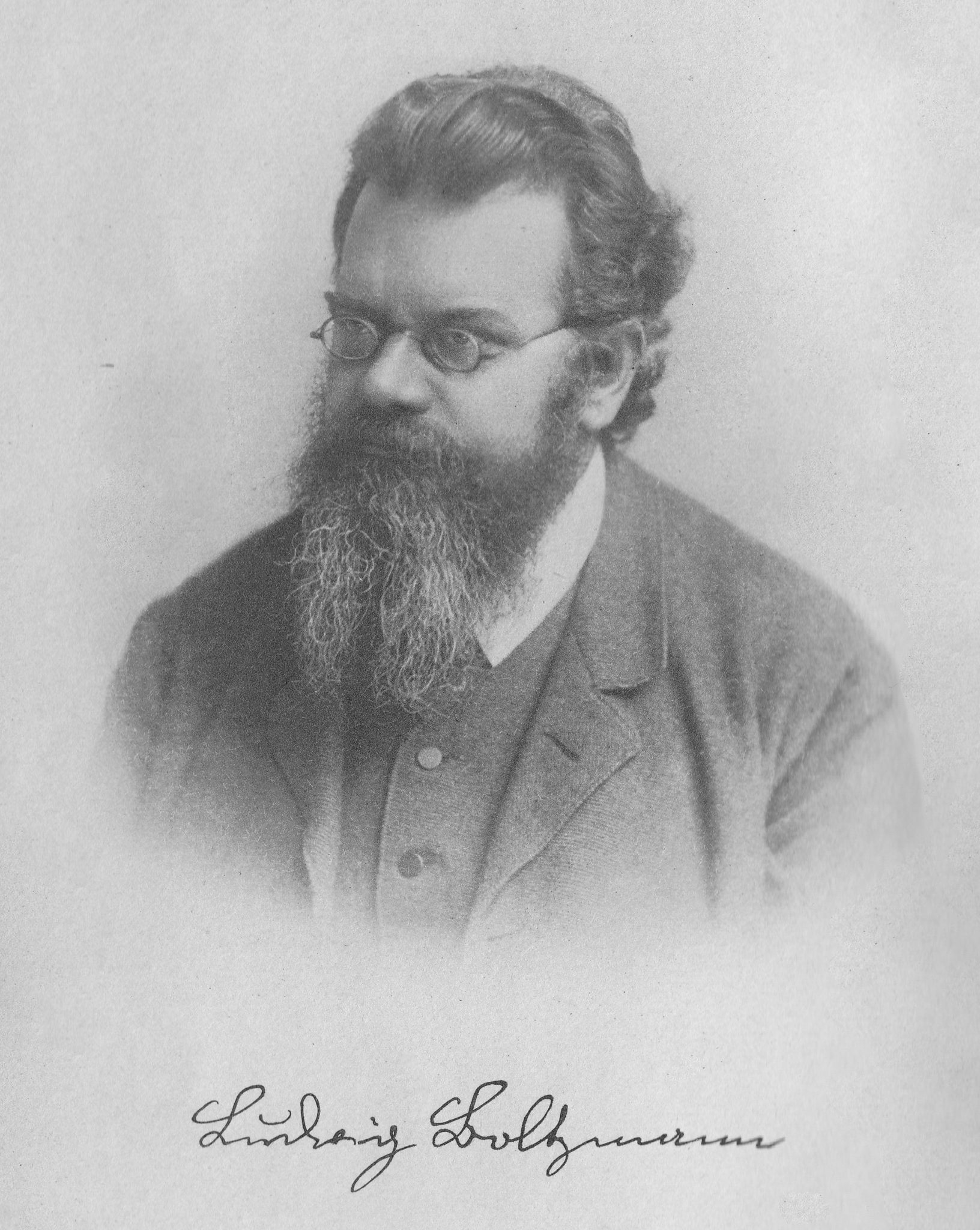
Boltzmann

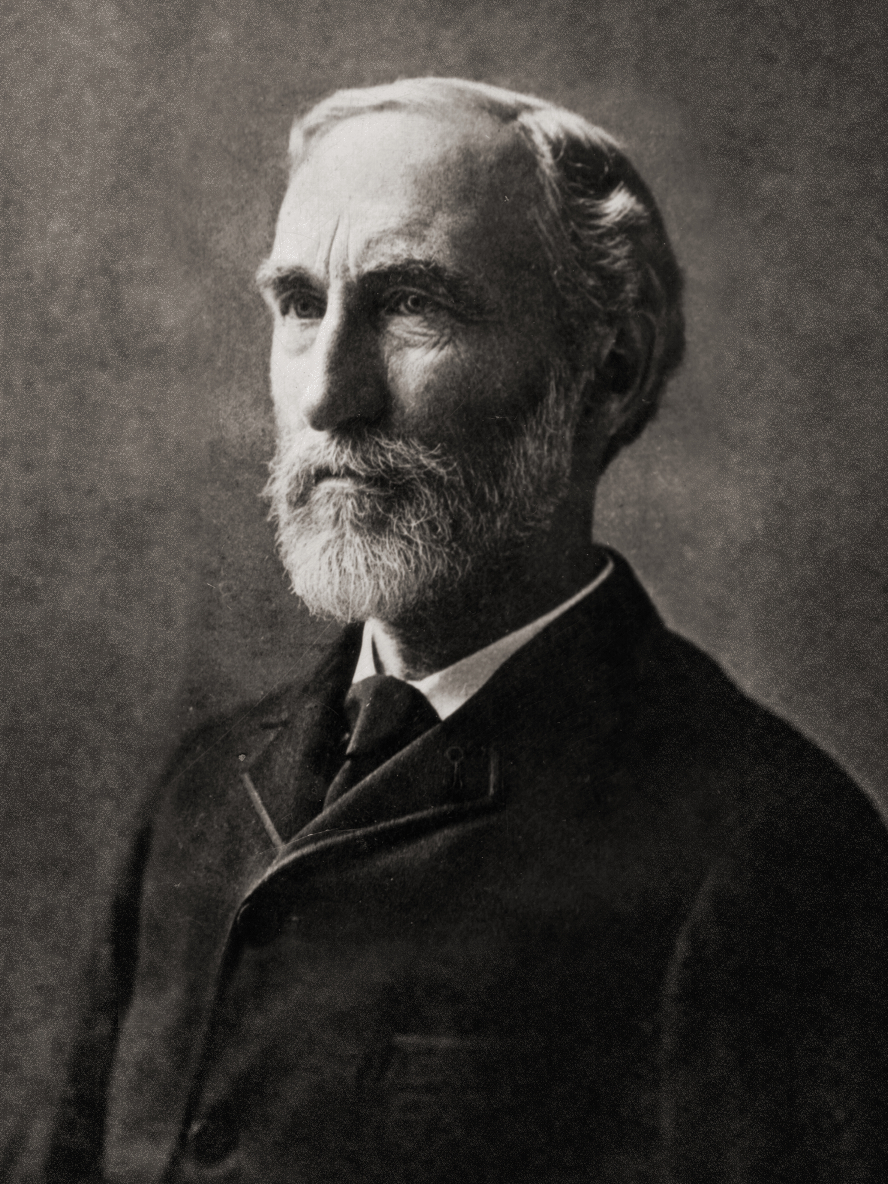
Gibbs

Mecanica statistică, numită uneori și termodinamică statistică, utilizează metode statistice pentru a deduce proprietățile și comportarea sistemelor fizice macroscopice, la echilibru termodinamic, pe baza structurii lor microscopice. Metodele statistice au fost introduse în acest context de Maxwell într-o serie de trei articole (1860–1879) și de Boltzmann într-o serie de patru articole (1870–1884), care au pus bazele teoriei cinetice a gazelor. Mecanica statistică clasică a fost fundamentată de Gibbs (1902); ulterior, descrierea stărilor microscopice pe baza mecanicii clasice a fost corectată și completată conform mecanicii cuantice. Termodinamica, teoria cinetică și mecanica statistică sunt discipline înrudite prin obiectul de studiu, dar care diferă prin metodele utilizate; adeseori, ele sunt prezentate împreună, sub denumirea de fizică statistică.
Principiile termodinamicii, rezultate din generalizarea și abstractizarea unor date empirice, exprimă proprietățile aproximative și comportarea probabilă a unor sisteme macroscopice, alcătuite dintr-un număr foarte mare de componente microscopice: molecule și atomi. Legile mecanicii permit în principiu determinarea completă a stării unui sistem alcătuit din mai multe componente, la orice moment, dacă sunt cunoscute interacțiunile (forțele), precum și starea sistemului (coordonatele și impulsurile componentelor) la un moment anterior. În practică însă, condițiile inițiale nu sunt cunoscute, iar integrarea ecuațiilor de mișcare, pentru un număr foarte mare de componente, se lovește de dificultăți de calcul. Tipic, numărul de molecule dintr-o masă macroscopică de gaz, în condiții standard, este de ordinul de mărime al numărului lui Avogadro, adică 1023, ceea ce face ca determinarea stării sale mecanice (microscopice) să fie imposibilă. Pe de altă parte, experiența arată că proprietățile termodinamice (macroscopice) ale aceleiași mase de gaz sunt complet determinate de doar doi parametri (de exemplu, este suficientă cunoașterea energiei libere ca funcție de volum și temperatură), iar unul dintre aceștia (în acest caz temperatura) nu este de natură mecanică. Legătura dintre aceste două puncte de vedere aparent contradictorii o realizează metodele statistice.

## Principiile mecanicii statistice clasice

### Stări microscopice
În mecanica statistică, obiectul de studiu este un sistem (macroscopic) compus dintr-un număr (mare) de subsisteme (microscopice) care interacționează (între ele și cu lumea exterioară) după legi cunoscute. Forțele, atât cele interioare cât și cele exterioare, sunt presupuse conservative, adică energia mecanică totală a sistemului (suma dintre energia cinetică și energia potențială) rămâne constantă în timpul mișcării. Această ipoteză ilustrează punctul de vedere conform căruia forțele neconservative, care produc disiparea energiei sub formă de căldură (cum sunt forțele de frecare), se manifestă doar la scară macroscopică și sunt consecința interacțiunilor la scară microscopică.
Este convenabilă scrierea ecuațiilor de mișcare sub forma canonică utilizată în mecanica hamiltoniană. Starea unui sistem cu {\displaystyle \ n} grade de libertate microscopice este caracterizată, la orice moment, prin valorile pe care le iau coordonatele generalizate {\displaystyle q=\left(q_{1},\ldots ,q_{n}\right)} și impulsurile generalizate conjugate {\displaystyle p=\left(p_{1},\dots ,p_{n}\right).} Dinamica sistemului este descrisă de ecuațiile canonice ale lui Hamilton:
{\displaystyle \left(1\right)}{\displaystyle {\dot {q_{i}}}={\frac {\partial H}{\partial p_{i}}},\quad {\dot {p_{i}}}=-{\frac {\partial H}{\partial q_{i}}},\quad \left(i=1,\ldots ,n\right),}
unde punctul deasupra simbolului unei mărimi denotă derivata în raport cu timpul. Funcția {\displaystyle H\left(p,q\right),} numită hamiltoniană, este energia totală a sistemului. În cazul forțelor conservative ea nu depinde explicit de timp, iar din ecuațiile de mișcare rezultă că dependența implicită de timp, prin intermediul variabilelor canonice, este doar aparentă, deci într-adevăr energia totală rămâne constantă:
{\displaystyle \left(2\right)}{\displaystyle H\left(p,q\right)=E.}
În terminologia introdusă de Gibbs, o stare microscopică a sistemului se numește fază; ea poate fi reprezentată geometric printr-un punct de coordonate {\displaystyle \left(p,q\right)} într-un spațiu cu {\displaystyle \ 2n} dimensiuni, numit spațiul fazelor. Evoluția în timp a sistemului, reprezentată analitic prin dependența de timp a variabilelor canonice, are ca reprezentare geometrică o curbă continuă în spațiul fazelor, numită traiectoria punctului reprezentativ. Întrucât starea sistemului, la orice moment, este complet determinată dacă este cunoscută starea sa la un moment anterior, rezultă că traiectoria în spațiul fazelor este complet determinată de unul din punctele ei și prin fiecare punct din spațiul fazelor trece o singură traiectorie.
Legea conservării energiei are și ea o reprezentare geometrică simplă: traiectoria punctului reprezentativ este în întregime conținută într-o suprafață de energie constantă, care e o varietate {\displaystyle \left(2n-1\right)}-dimensională în spațiul fazelor {\displaystyle \ 2n}-dimensional, având ecuația (2). Pentru un sistem în echilibru termodinamic, punctul reprezentativ în spațiul fazelor nu se poate îndepărta la infinit, deci suprafețele de energie constantă nu au pânze care să se îndepărteze la infinit. Fiecare dintre ele e o suprafață închisă, întrucât ecuația (2) reprezintă frontiera regiunii în care se află toate stările cu energie mai mică decât sau egală cu {\displaystyle \ E.} Volumul acestei regiuni este
{\displaystyle \left(3\right)}{\displaystyle \Omega \left(E\right)=\int _{H\left(p,q\right)\leq E}dp\,dq,}
unde pentru elementul de volum în spațiul fazelor s-a folosit notația condensată {\displaystyle dp\,dq=dp_{1}\cdots dp_{n}\,dq_{1}\cdots dq_{n}.} {\displaystyle \Omega \left(E\right)} este o funcție monoton crescătoare de {\displaystyle \ E}; pentru sisteme cu un număr mare de grade de libertate ea este o funcție foarte rapid crescătoare.
O consecință importantă a ecuațiilor canonice, numită teorema lui Liouville, poate fi enunțată în modul următor: Fie un domeniu arbitrar {\displaystyle {\mathcal {D}}} în spațiul fazelor; se consideră totalitatea punctelor {\displaystyle \left(p,q\right)\in {\mathcal {D}}} ca reprezentând stări mecanice ale sistemului la un moment inițial {\displaystyle \ t}; se urmărește evoluția acestor stări, conform ecuațiilor canonice; fie {\displaystyle \left(p^{\prime },q^{\prime }\right)\in {\mathcal {D}}^{\prime }} pozițiile punctelor considerate la un moment ulterior {\displaystyle \ t^{\prime }}; atunci volumul domeniului {\displaystyle {\mathcal {D}}^{\prime }} este egal cu volumul domeniului {\displaystyle {\mathcal {D}}}.

### Colectiv statistic
Starea unui sistem macroscopic în echilibru termodinamic este caracterizată printr-un număr restrâns de parametri, pe când la scară microscopică există un număr enorm de stări mecanice distincte compatibile cu una și aceeași stare termodinamică. Gibbs a făcut sugestia că proprietățile termodinamice ale sistemului pot fi calculate, prin metode statistice, pornind de la această mulțime de stări microscopice. Totalitatea stărilor mecanice compatibile cu o stare termodinamică dată alcătuiește un colectiv statistic, sau ansamblu statistic. Întrucât într-o anumită determinare macroscopică doar una dintre aceste stări este efectiv realizată (celelalte reprezentând stări posibile care la rândul lor pot fi efectiv realizate dacă sistemul este readus în starea termodinamică inițială după transformări arbitrare), vorbim despre un colectiv statistic virtual.
Un colectiv statistic este reprezentat în spațiul fazelor printr-o mulțime de puncte a căror distribuție este descrisă de o densitate de probabilitate, sau funcție de distribuție, {\displaystyle {\mathcal {P}}\left(p,q\right)} definită prin aceea că probabilitatea ca punctul reprezentativ al stării sistemului să se afle în interiorul volumului elementar {\displaystyle dp\,dq} situat la coordonate canonice {\displaystyle \left(p,q\right)} este
{\displaystyle \left(4\right)}{\displaystyle {\mathcal {P}}\left(p,q\right)dp\,dq.}
Densitatea de probabilitate este o funcție în spațiul fazelor, care nu poate lua valori negative și tinde spre zero la infinit. Integrala ei pe întreg spațiul fazelor satisface condiția
{\displaystyle \left(5\right)}{\displaystyle \int {\mathcal {P}}\left(p,q\right)dp\,dq=1,}
care rezultă  din regula de sumare a probabilităților și exprimă certitudinea că punctul reprezentativ se află în spațiul fazelor.
Din teorema lui Liouville rezultă că densitatea de probabilitate este constantă de-a lungul unei traiectorii în spațiul fazelor; se spune că ea e o integrală primă a ecuațiilor canonice. Un sistem hamiltonian admite {\displaystyle \ 2n-1} integrale prime care nu depind explicit de timp, una dintre ele fiind energia, adică hamiltoniana (2). Densitatea de probabilitate va fi deci o funcție de hamiltoniana {\displaystyle H\left(p,q\right)} și de alte {\displaystyle \ 2n-2} integrale prime independente de timp. Pentru a reprezenta la scară microscopică stări de echilibru termodinamic, în care proprietățile sistemului sunt independente de timp și depind (la parametri externi constanți) numai de energie, în mecanica statistică se postulează că funcția de distribuție depinde de variabilele canonice numai prin intermediul funcției hamiltoniene:
{\displaystyle \left(6\right)}{\displaystyle {\mathcal {P}}\left(p,q\right)={\mathfrak {P}}\left(H\left(p,q\right)\right).}
Boltzmann a arătat că acest postulat se verifică în cazul sistemelor care posedă proprietatea de ergodicitate: oricare traiectorie în spațiul fazelor se apropie oricât de mult de oricare punct al suprafeței de energie constantă pe care se află în întregime această traiectorie.

### Valori medii și fluctuații
Mecanica statistică reprezintă un punct de vedere diferit, față de termodinamică, asupra valorilor mărimilor mecanice macroscopice la echilibru. În termodinamică, valoarea oricărei mărimi mecanice este univoc determinată dacă sunt cunoscute valorile unui număr restrâns de parametri de stare independenți de timp: echilibrul termodinamic este static. În mecanica statistică,  starea sistemului este descrisă de un colectiv statistic virtual, iar mărimile mecanice sunt funcții {\displaystyle \ f\left(p,q\right)\,} de variabilele canonice. Readucând sistemul, în mod repetat, în aceeași stare termodinamică, după transformări arbitrare, stările microscopice vor fi diferite, iar mărimea în discuție va avea, în general, valori diferite. La scară microscopică echilibrul termodinamic se manifestă ca o deplasare staționară a colectivului statistic în spațiul fazelor, conform teoremei lui Liouville: el nu este static, ci statistic.
În statistică, o mărime a cărei valoare numerică nu rezultă în mod univoc din determinarea ei în condiții specificate se numește variabilă aleatorie. Variabilei aleatorii {\displaystyle \ f,} determinată pe colectivul statistic descris de funcția de distribuție {\displaystyle {\mathcal {P}}\left(p,q\right),\,} i se asociază valoarea medie 
{\displaystyle \left(7\right)}{\displaystyle \left\langle f\right\rangle =\int f\left(p,q\right)\,{\mathcal {P}}\left(p,q\right)dp\,dq\;,}
care depinde de structura sistemului și de condițiile externe. Măsura în care valorile unei variabile aleatorii se îndepărtează de la valoarea medie și între ele este dată de rădăcina pătrată din valoarea medie a pătratului abaterii de la valoarea medie, numită abatere pătratică medie, sau împrăștiere statistică:
{\displaystyle \left(8\right)}{\displaystyle \Delta f={\sqrt {\left\langle (f-\left\langle f\right\rangle )^{2}\right\rangle }}\,.}
Determinări experimentale precise au arătat că mărimile mecanice macroscopice din termodinamică pot fi identificate cu valorile medii calculate de mecanica statistică. Ele au detectat și existența unor fluctuații ale acestor mărimi, de ordinul de mărime al abaterilor pătratice medii prezise de mecanica statistică.

## Distribuții reprezentative
Descrierea comportării termodinamice a unui sistem pe baza unui colectiv statistic virtual de stări mecanice microscopice reprezintă un postulat al mecanicii statistice. El este completat prin alegerea a priori a unei anumite distribuții care să fie „reprezentativă”, în sensul ca ea să corespundă gradului de cunoaștere incompletă, din punct de vedere mecanic, a stării sistemului.

### Distribuția microcanonică
În cazul idealizat al unui sistem izolat de lumea exterioară, energia sistemului este constantă. Funcția de distribuție va fi diferită de zero doar pe suprafața de energie constantă (2) unde, pentru a satisface condiția de normare (5) ea va fi singulară. Dificultățile matematice legate de caracterul singular al acestei distribuții, numită de Gibbs microcanonică, pot fi ocolite considerând-o drept limită a cazului mai realist în care sunt admise mici fluctuații ale energiei. Densitatea de probabilitate poate fi aleasă constantă în volumul cuprins între suprafețele de energie {\displaystyle \ E\,} și {\displaystyle \ E+\Delta E\,}, unde cantitatea {\displaystyle \ \Delta E\,} este de ordinul de mărime al fluctuațiilor de energie, și zero în rest:
{\displaystyle \left(9\right)}{\displaystyle {\mathcal {P}}\left(p,q\right)={\begin{cases}\ 0&{\mbox{pentru }}\ H\left(p,q\right)<E,\\\ C&{\mbox{pentru }}\ E\leq H\left(p,q\right)\leq E+\Delta E,\\\ 0&{\mbox{pentru }}\ E+\Delta E<H\left(p,q\right).\end{cases}}}
Constanta C se determină din condiția (5); pentru valori {\displaystyle \Delta E\ll E} ea are valoarea
{\displaystyle \left(10\right)}{\displaystyle \ C={\frac {1}{\Omega ^{\prime }\left(E\right)\Delta E}}\,}
(apostroful denotă derivata), care devine singulară în limita {\displaystyle \Delta E\to 0\,.} În calculele care utilizează distribuția microcanonică, singularitățile sunt evitate făcând trecerea la limită doar în rezultatul final.

### Distribuția canonică
Pentru un sistem care schimbă energie cu exteriorul în cantități arbitrare, o analiză a modului în care acest proces are loc la scară microscopică duce la concluzia că densitatea de probabilitate depinde exponențial de energia sistemului, adică de hamiltoniană. Se obține distribuția canonică 
{\displaystyle \left(11\right)}{\displaystyle {\mathcal {P}}\left(p,q\right)={\frac {1}{Z}}\,e^{-\beta H\left(p,q\right)}\,,\quad \left(\beta >0\right)\,.}
Pentru a satisface condiția de normare (5), parametrul {\displaystyle \ \beta \,} trebuie să fie pozitiv, iar cantitatea {\displaystyle \ Z,} numită integrală de stare sau funcție de partiție, are valoarea
{\displaystyle \left(12\right)}{\displaystyle Z=\int e^{-\beta H\left(p,q\right)}\,dp\,dq\,.}

### Distribuția macrocanonică
Dacă sistemul constă din mai multe componente, între care are loc atât transfer de energie cât și transfer de substanță, este convenabilă descrierea sa printr-un colectiv statistic macrocanonic, care este o colecție ponderată de colective statistice canonice, câte unul pentru fiecare componentă. Fie {\displaystyle \ c\,} numărul de componente și {\displaystyle \ N_{1},...,N_{c}\,} cantitățile în care sunt prezente aceste componente. Analiza modului în care decurge schimbul de substanță la scară microscopică, similară celei făcute pentru schimbul de energie, arată că densitatea de probabilitate depinde exponențial de fiecare dintre aceste cantități în parte. Distribuția macrocanonică  are forma
{\displaystyle \left(13\right)}{\displaystyle {\mathcal {P}}\left(p,q\right)={\frac {1}{\mathcal {Z}}}\,e^{-\beta \left(H\left(p,q\right)-\sum _{i=1}^{c}\mu _{i}\,N_{i}\right)},\quad \left(\beta >0\right)\,,}
unde
{\displaystyle \left(14\right)}{\displaystyle \ {\mathcal {Z}}=\int e^{-\beta \left(H\left(p,q\right)-\sum _{i=1}^{c}\mu _{i}\,N_{i}\right)}\,dp\,dq}
este funcția de partiție macrocanonică. Semnificația parametrilor {\displaystyle \beta \,} și {\displaystyle \mu _{1},...,\mu _{c}\,} urmează să rezulte din interpretarea termodinamică a distribuțiilor canonică și macrocanonică.

## Termodinamică statistică
Dinamica microscopică a unui sistem este determinată, pe lângă forțele interne, de forțe macroscopice externe, care până acum nu au fost considerate explicit. Fie {\displaystyle \ m\,} numărul de grade de libertate mecanice macroscopice și {\displaystyle \ x=\left(x_{1},...,x_{m}\right)\,} variabilele de poziție respective. Atât hamiltoniana cât și volumul în spațiul fazelor conținut în interiorul unei suprafețe de energie constantă depind de aceste variabile:
{\displaystyle \left(15\right)}{\displaystyle H=H\left(p,q\mid x\right)\,;\quad \Omega =\Omega \left(E\mid x\right)\,.}
Principiul întâi al termodinamicii definește o funcție de stare {\displaystyle \ U\,} numită energie internă; mecanica statistică interpretează echilibrul termodinamic ca având caracter statistic, iar energia internă ca valoare medie a energiei microscopice:
{\displaystyle \left(16\right)}{\displaystyle U=\left\langle H\right\rangle \,.}
Fie {\displaystyle X=\left(X_{1},...,X_{m}\right)\,} variabilele de forță asociate cu variabilele de poziție macroscopice; în mecanica statistică și ele sunt considerate valori medii ale unor mărimi aleatorii:
{\displaystyle \left(17\right)}{\displaystyle X_{j}=\left\langle {\frac {\partial H}{\partial x_{j}}}\right\rangle ;\quad \left(j=1,...,m\right)\,.}
Lucrul mecanic produs de aceste forțe la deplasări elementare {\displaystyle dx=\left(dx_{1},...,dx_{m}\right)} este
{\displaystyle \left(18\right)}{\displaystyle \delta L=\sum _{j=1}^{m}X_{j}\,dx_{j}\,.}
Tot conform principiului întâi al termodinamicii, într-o transformare termodinamică elementară diferențiala totală a energiei interne este suma dintre lucrul mecanic efectuat și cantitatea de căldură {\displaystyle \delta Q\,} schimbată de sistem:
{\displaystyle \left(19\right)}{\displaystyle dU=\delta L+\delta Q\,.}
Principiul al doilea al termodinamicii definește o funcție de stare {\displaystyle \ S\,} numită entropie; într-o transformare termodinamică elementară reversibilă diferențiala totală a entropiei e legată de cantitatea de căldură schimbată de sistem prin relația
{\displaystyle \left(20\right)}{\displaystyle \ dS={\frac {\delta Q}{T}}\,.}
Aici {\displaystyle \ T\,} este temperatura termodinamică, definită de principiul al doilea al termodinamicii, până la un factor constant, ca scară absolută de temperatură, unică printre multele scări de temperatură empirică posibile, definite prin contact termic.
În rezumat, în mecanica statistică mărimile termodinamice de natură mecanică sunt considerate variabile aleatorii; valorile lor măsurate macroscopic sunt asimilate cu valorile medii ale mărimilor microscopice corespunzătoare, admițându-se existența fluctuațiilor. Mărimile termodinamice temperatură și entropie urmează să fie definite, în cadrul fiecărei distribuții reprezentative, prin parametrii colectivului statistic asociat sistemului. Odată determinat un potențial termodinamic adecvat situației descrise de colectivul statistic, ecuațiile de stare ale sistemului rezultă prin metode termodinamice standard.

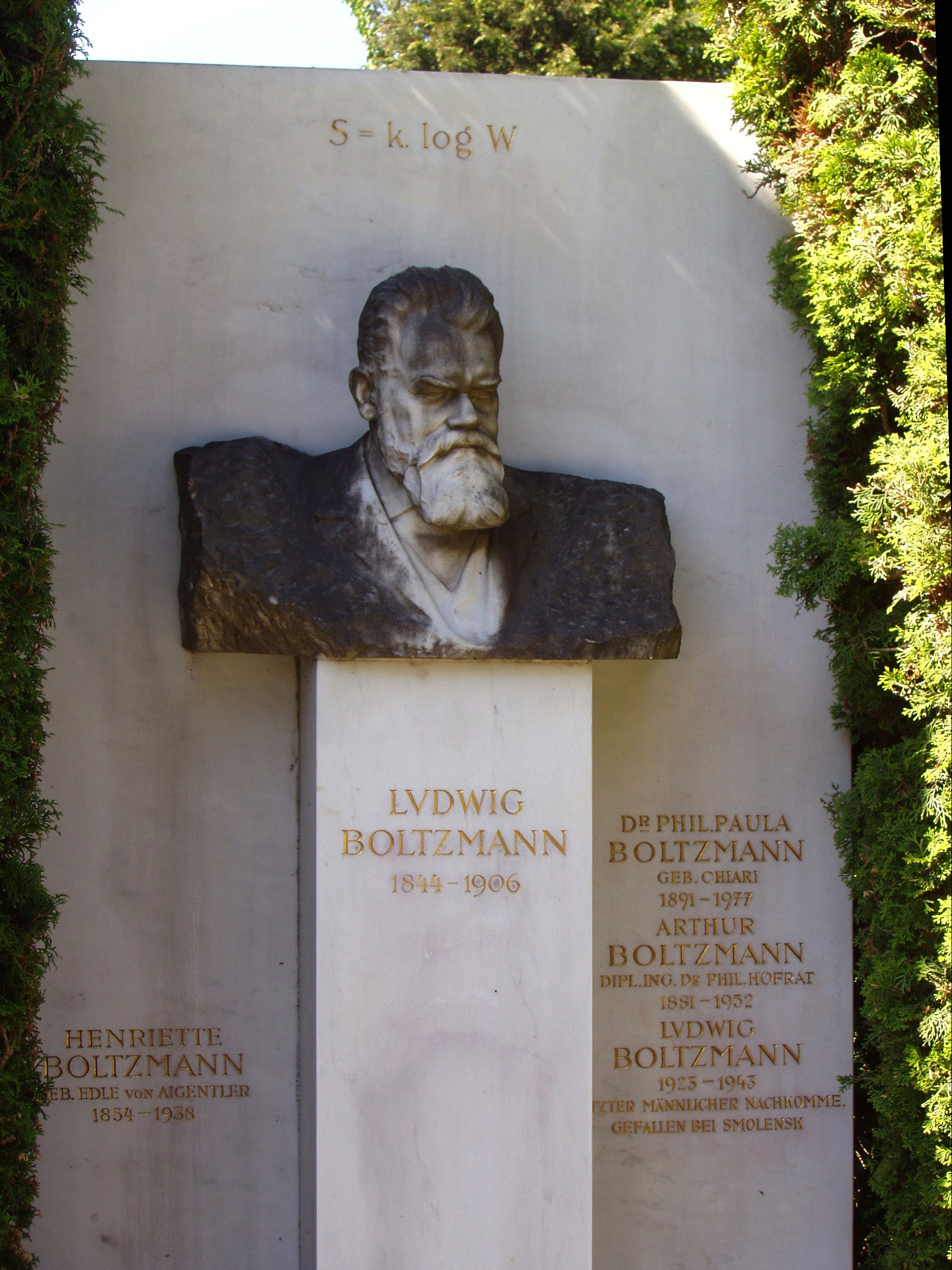
Mormântul lui Boltzmann în Cimitirul Central din Viena, cu formula S = k log W gravată deasupra.

### Sistem izolat: entropie
Analiza modului în care se stabilește echilibrul termodinamic între două sisteme distribuite microcanonic cu energii {\displaystyle \ E_{1}\,} și {\displaystyle \ E_{2}\,}, atunci când sunt aduse în contact termic, arată că produsul {\displaystyle \Omega ^{\prime }\left(E_{1}\right)\;\Omega ^{\prime }\left(E_{2}\right)\,} are un maxim pronunțat pentru o anumită valoare a argumentului (un singur argument independent, întrucât {\displaystyle \ E_{1}+E_{2}=constant}) și scade foarte repede de o parte și de alta a acestui maxim. Maximul se realizează atunci când pentru cele două sisteme expresia
{\displaystyle \left(21\right)}{\displaystyle {\frac {d\,ln\Omega ^{\prime }\left(E\right)}{\ dE}}}
are aceeași valoare; el indică starea microscopică cea mai probabilă, corespunzătoare stării de echilibru termic, iar valoarea comună este o funcție {\displaystyle \phi \left(T\right)} de temperatura la care s-a stabilit acest echilibru. Energia internă este {\displaystyle \ U=E\,}, iar fluctuațiile în jurul acestei stări au loc doar prin schimb de căldură: {\displaystyle \ dU=\delta Q\,.} Adunând rezultatele, se poate scrie
{\displaystyle \left(22\right)}{\displaystyle \ d\,ln\Omega ^{\prime }\left(U\right)=\phi \left(T\right)\delta Q\,.}
Prin înmulțirea cantității de căldură {\displaystyle \delta Q\,} schimbată reversibil cu funcția {\displaystyle \phi \left(T\right),} s-a obținut o diferențială totală exactă {\displaystyle \ dS.} Conform principiului al doilea al termodinamicii, funcția {\displaystyle \ S} este entropia, iar {\displaystyle \phi \left(T\right)\,} este, până la un factor constant, egală cu inversa temperaturii absolute:
{\displaystyle \left(23\right)}{\displaystyle \ d\,ln\Omega ^{\prime }\left(U\right)=dS\,.}
Prin integrare rezultă
{\displaystyle \left(24\right)}{\displaystyle \ S=k\,ln\Omega ^{\prime }\left(U\right)\,;}
constanta {\displaystyle \ k} a primit numele de constanta Boltzmann. Această formulă fundamentală a mecanicii statistice, stabilită de Boltzmann, exprimă legătura dintre entropie și caracteristicile colectivului statistic reprezentat de distribuția microcanonică.

### Schimb de energie: energie liberă
Din relațiile (16)–(19) și (12) rezultă că {\displaystyle \ \delta Q\,}, cantitatea de căldură schimbată de un sistem distribuit canonic într-o transformare elementară reversibilă, satisface egalitatea
{\displaystyle \left(25\right)}{\displaystyle \ \beta \,\delta Q=d\left(ln\,Z+\beta U\right)\,.}
Argumentul precedent privitor la existența unui factor integrant pentru {\displaystyle \ \delta Q\,} duce la concluzia că
{\displaystyle \left(26\right)}{\displaystyle \ \beta ={\frac {1}{kT}}\,,\quad dS={\frac {\delta Q}{T}}=d\left(k\,ln\,Z+{\frac {U}{T}}\right)\,.}
Prin integrare se obțin entropia {\displaystyle \ S\,} și apoi energia liberă (numită și energie liberă Helmholtz)
{\displaystyle \left(27\right)}{\displaystyle \ F=-kT\,lnZ\,.}

#### Entropia ca funcțională de densitatea de probabilitate
Din relațiile (11), (12) și (27), luând logaritmul și apoi valoarea medie, rezultă {\displaystyle \ S=-k\left\langle ln\,{\mathcal {P}}\right\rangle }, adică
{\displaystyle \left(28\right)}{\displaystyle \ S\left[{\mathcal {P}}\right]=-k\int {\mathcal {P}}\,ln{\mathcal {P}}\,dp\,dq\,.}
Deși această expresie a fost obținută pe baza distribuției canonice, ea este independentă de caracteristicile vreunui colectiv statistic anumit. Datorită caracterului general al acestei relații, care exprimă entropia ca funcțională⁠(fr)[traduceți] de densitatea de probabilitate, ea este adoptată ca definiție a entropiei pentru orice distribuție, chiar în cazul unor distribuții nestaționare.

#### Teorema echipartiției energiei
Distribuția canonică are drept consecință faptul că, pentru oricare dintre variabilele canonice, impuls {\displaystyle \ p_{i}} sau coordonată {\displaystyle \ q_{i}}, care figurează explicit în expresia funcției hamiltoniene, există relația
{\displaystyle \left(29\right)}{\displaystyle \left\langle p_{i}{\frac {\partial H}{\partial p_{i}}}\right\rangle =\left\langle q_{i}{\frac {\partial H}{\partial q_{i}}}\right\rangle =kT\,.}
Utilitatea acestei teoreme stă în faptul că în general variabila {\displaystyle \ p_{i}\,} contribuie la energia cinetică, deci la hamiltoniană, cu un termen {\displaystyle {\frac {p_{i}^{2}}{2m}}\,;} atunci
{\displaystyle \left(30\right)}{\displaystyle \left\langle {\frac {p_{i}^{2}}{2m}}\right\rangle ={\frac {1}{2}}\left\langle p_{i}{\frac {\partial H}{\partial p_{i}}}\right\rangle ={\frac {kT}{2}}\,.}
În cazul unui sistem care execută oscilații elastice în coordonata {\displaystyle \ q_{i}\,,} aceasta contribuie la energia potențială cu un termen {\displaystyle \ c\,q_{i}^{2}} și deci
{\displaystyle \left(31\right)}{\displaystyle \left\langle c\,q_{i}^{2}\right\rangle ={\frac {1}{2}}\left\langle q_{i}{\frac {\partial H}{\partial q_{i}}}\right\rangle ={\frac {kT}{2}}\,.}
Fiecare grad de libertate microscopic contribuie la energia macroscopică, în medie, cu aceeași cantitate {\displaystyle {\begin{matrix}{\frac {1}{2}}\end{matrix}}} kT, pentru fiecare variabilă canonică (impuls sau coordonată) prezentă explicit în hamiltoniană, de unde și numele de teorema echipartiției energiei.

### Schimb de energie și substanță: potențial macrocanonic
Din relațiile (16)–(19) și (14) rezultă, folosind argumentul factorului integrant, că
{\displaystyle \left(32\right)}{\displaystyle \ \beta ={\frac {1}{kT}}\,,\quad dS={\frac {\delta Q}{T}}=d\left(k\,ln\,{\mathcal {Z}}+{\frac {U-\sum _{i=1}^{c}\mu _{i}N_{i}}{T}}\right)\,,}
iar parametrii macrocanonici {\displaystyle \ \left(\mu _{1},...,\mu _{c}\right)} sunt identificați cu potențialele chimice din termodinamică. Prin integrare se obține
{\displaystyle \left(33\right)}{\displaystyle \ TS=kT\,ln\,{\mathcal {Z}}+U-\sum _{i=1}^{c}\mu _{i}N_{i}\,.}
Introducând potențialul macrocanonic (numit și energie liberă Landau)
{\displaystyle \left(34\right)}{\displaystyle {\mathcal {F}}=U-TS-\sum _{i=1}^{c}\mu _{i}N_{i}=F-G=\sum _{j=1}^{m}X_{j}x_{j}\,,}
rezultatul se scrie într-o formă similară cu (27):
{\displaystyle \left(35\right)}{\displaystyle {\mathcal {F}}=-kT\,ln{\mathcal {Z}}\,.}
|                            | Distribuția microcanonică | Distribuția canonică | Distribuția macrocanonică |
| -------------------------- | --- | --- | --- |
| Densitate de probabilitate | {\displaystyle {\mathcal {P}}\left(p,q\right)={\begin{cases}\ 0&H\left(p,q\right)<U\\\ C&U\leq H\left(p,q\right)\leq U+\Delta U\\\ 0&U+\Delta U<H\left(p,q\right)\end{cases}}} {\displaystyle \ C={\frac {1}{\Omega ^{\prime }\left(U\right)\Delta U}}\,} | {\displaystyle {\mathcal {P}}\left(p,q\right)={\frac {1}{Z}}\,e^{-H\left(p,q\right)/kT}} {\displaystyle Z=\int e^{-H\left(p,q\right)/kT}\,dp\,dq}                                             | {\displaystyle {\mathcal {P}}\left(p,q\right)={\frac {1}{\mathcal {Z}}}\,e^{-\left(H\left(p,q\right)-\sum _{i=1}^{c}\mu _{i}\,N_{i}\right)/kT}} {\displaystyle \ {\mathcal {Z}}=\int e^{-\left(H\left(p,q\right)-\sum _{i=1}^{c}\mu _{i}\,N_{i}\right)/kT}\,dp\,dq}                                                                                           |
| Potențial termodinamic     | {\displaystyle \ S=k\,ln\Omega ^{\prime }\left(U\right)} | {\displaystyle \ F=-kT\,lnZ} | {\displaystyle {\mathcal {F}}=-kT\,ln{\mathcal {Z}}} |
| Ecuații de stare           | {\displaystyle \ dS={\frac {dU}{T}}-{\frac {\sum _{j=1}^{m}X_{j}\,dx_{j}}{T}}} {\displaystyle \left({\frac {\partial S}{\partial U}}\right)_{x}={\frac {1}{T}}\,,\;\left({\frac {\partial S}{\partial x_{j}}}\right)_{U}=-{\frac {X_{j}}{T}}}             | {\displaystyle \ dF=-S\,dT+\sum _{j=1}^{m}X_{j}\,dx_{j}} {\displaystyle \left({\frac {\partial F}{\partial T}}\right)_{x}=-S\,,\;\left({\frac {\partial F}{\partial x_{j}}}\right)_{T}=X_{j}} | {\displaystyle \ d{\mathcal {F}}=-S\,dT+\sum _{j=1}^{m}X_{j}\,dx_{j}-\sum _{i=1}^{c}N_{i}\,d\mu _{i}} {\displaystyle \left({\frac {\partial {\mathcal {F}}}{\partial T}}\right)_{x,\mu }=-S,\;\left({\frac {\partial {\mathcal {F}}}{\partial x_{j}}}\right)_{\mu ,T}=X_{j},\;\left({\frac {\partial {\mathcal {F}}}{\partial \mu _{i}}}\right)_{T,x}=-N_{i}} |

## Limitele mecanicii statistice clasice
Din teorema echipartiției energiei rezultă că fiecare grad de libertate al unui sistem contribuie la capacitatea termică la volum constant pe mol cu cantitatea {\displaystyle {\begin{matrix}{\frac {1}{2}}\end{matrix}}} R, independentă de temperatură (R este constanta universală a gazului ideal). Pentru un gaz monoatomic, corespunzător celor trei grade de libertate de translație, se obține CV = {\displaystyle {\begin{matrix}{\frac {3}{2}}\end{matrix}}} R. În cazul gazelor biatomice, ținând seama de rotația atomilor constitutivi în jurul centrului de masă, CV = {\displaystyle {\begin{matrix}{\frac {5}{2}}\end{matrix}}} R; iar adăugând contribuția vibrațiilor în lungul axei comune, CV = {\displaystyle {\begin{matrix}{\frac {7}{2}}\end{matrix}}} R. Pentru un corp solid, considerat ca format din atomi care vibrează cu amplitudini mici în jurul unor poziții de echilibru stabil (nodurile unei rețele spațiale), CV = 3R. Aceste valori sunt confirmate de experiență, la temperatură ordinară, pentru gazele monoatomice și corpurile solide (legea Dulong-Petit), dar nu și pentru vibrațiile moleculelor biatomice. La temperaturi scăzute se constată o dependență de temperatură în toate cazurile: capacitățile termice ale substanțelor tind către zero odată cu temperatura absolută. Rezultatele mecanicii statistice clasice se verifică bine la temperaturi suficient de înalte; dar odată cu descreșterea temperaturii gradele de libertate „îngheață” unul după altul.
Conform teoremei echipartiției energiei, energia medie a unui oscilator liniar armonic de frecvență {\displaystyle \scriptstyle \nu }, în echilibru termic cu un termostat la temperatură T, are valoarea kT, independentă de frecvență. Se obține astfel pentru distribuția spectrală a densității spațiale de energie a radiației termice la temperatură T:
{\displaystyle \left(36\right)}{\displaystyle \rho (\nu ,T)\propto \nu ^{2}\,kT}
(legea Rayleigh-Jeans). Acest rezultat este confirmat de datele experimentale doar la frecvențe joase; creșterea cu pătratul frecvenței se atenuează la frecvențe intermediare, funcția {\displaystyle \rho (\nu ,T)} atinge un maxim, iar pentru {\displaystyle \scriptstyle \nu \to \infty \,} ea tinde asimptotic la zero. Extrapolată la frecvențe înalte, legea Rayleigh-Jeans ar conduce la catastrofa ultravioletă: densitatea totală (integrată peste frecvențe) a energiei radiației termice ar rezulta divergentă.
Șerban Țițeica a arătat că mecanica statistică clasică, bazată pe o distribuție continuă a energiei, este incompatibilă cu principiul al treilea al termodinamicii.

## Mecanică statistică cuantică
Mecanica statistică cuantică se bazează pe același postulat conform căruia proprietățile termodinamice ale unui sistem pot fi deduse pe baza unui colectiv statistic reprezentativ de stări microscopice, dar descrierea acestor stări și alcătuirea acestui colectiv diferă față de mecanica clasică. În mecanica cuantică, o coordonată {\displaystyle q\,} și impulsul conjugat {\displaystyle p\,} nu pot avea simultan valori bine determinate; ele sunt doar statistic determinate, cu abateri pătratice medii care se supun relației de incertitudine
{\displaystyle \left(37\right)}{\displaystyle \Delta q\,\Delta p\geq {\frac {\hbar }{2}}\,,}
unde {\displaystyle \hbar \,} este constanta Planck redusă. Noțiunea clasică de traiectorie (în spațiul configurațiilor sau în spațiul fazelor) își pierde sensul. Spațiul fazelor nu mai e bine definit: el devine o îngrămădire de celule imprecis delimitate, cu volum de ordinul {\displaystyle \hbar ^{n}}, unde {\displaystyle n\,} este numărul gradelor de libertate. Preluând și postulatul că probabilitatea unei anumite stări microscopice depinde doar de energia acestei stări (fără argumentarea ergodică, lipsită de sens în context cuantic), descrierea stărilor de energie bine determinată (stări staționare) trebuie să fie cea dată de mecanica cuantică.

### Stări staționare în mecanica cuantică
În mecanica cuantică, mărimilor fizice observabile li se asociază operatori. Dinamica e exprimată prin operatorul hamiltonian {\displaystyle {\mathcal {H}}\,}, care ia locul funcției hamiltoniene din mecanica clasică. Stările sistemului sunt statistic determinate prin funcția de undă, care satisface ecuația lui Schrödinger.

#### Nivele de energie
Atunci când hamiltoniana (operatorul hamiltonian) nu depinde de timp, ea este operatorul asociat observabilei energie, iar stările se determină rezolvând ecuația lui Schrödinger independentă de timp {\displaystyle {\mathcal {H}}u=Eu\,.} Valorile parametrului {\displaystyle E\,} pentru care această ecuație are soluții {\displaystyle u\,} acceptabile fizic reprezintă valorile posibile ale energiei, așa-zise nivele de energie. Este convenabil ca mulțimea nivelelor, numită spectrul energiei, să fie indexată în forma unui șir de valori crescătoare {\displaystyle E_{0},E_{1},...,E_{j},...\,;} indicele de ordine poartă numele de număr cuantic. Soluțiile corespunzătoare descriu stările staționare respective. Unui aceluiași nivel de energie {\displaystyle \ E_{j}} îi pot corespunde mai multe stări diferite, descrise de funcții independente {\displaystyle \ u_{j_{1}},...,u_{j_{r}}\,;} se spune că nivelul respectiv este degenerat de ordin r. În prezența fenomenului de degenerescență trebuie specificate, pe lângă numărul cuantic principal (care indică valoarea energiei), și numere cuantice secundare (care indică valorile altor observabile compatibile, adică măsurabile simultan), necesare pentru a descrie complet starea. În cele ce urmează, se presupune implicit că acest lucru a fost făcut, iar indicele unic reprezintă de fapt un ansamblu complet de numere cuantice {\displaystyle j=\left\{j_{1},...,j_{r}\right\}\,} care caracterizează în întregime starea staționară.

#### Spin
Particulele elementare (cum sunt electronul și protonul) posedă un moment cinetic intrinsec (independent de mișcarea orbitală) numit spin. Mărimea sa este exprimată printr-un număr cuantic de spin care poate lua valori nenegative întregi sau semiîntregi: {\displaystyle \scriptstyle s\,=\,0,\,{\frac {1}{2}},\,1,\,{\frac {3}{2}}\,,\,...\,} Pentru un sistem de spin s, proiecția spinului pe o direcție dată poate avea 2s + 1 valori, echidistante cu pas 1, cuprinse între –s și +s. Pentru electron, ipoteza existenței unui spin {\displaystyle \scriptstyle {\frac {1}{2}}} a fost formulată de Uhlenbeck și Goudsmit, pentru a explica rezultatele experimentului Stern-Gerlach, și dezvoltată teoretic de Pauli. Agregatele de particule (nuclee atomice, atomi, molecule) pot fi tratate ca particule elementare, dacă structura lor internă rămâne nemodificată în timpul interacției cu alte sisteme; spinul lor este rezultanta momentelor cinetice de spin ale componentelor.

### Distribuția canonică în mecanica statistică cuantică
Trecând de la o distribuție continuă a energiei {\displaystyle H(p,q)\,} la o energie distribuită pe nivele discrete {\displaystyle \left\{E_{0},E_{1},...,E_{i},...\right\},} probabilitatea {\displaystyle {\mathcal {P}}\left(p,q\right)dp\,dq\,} în spațiul fazelor este înlocuită prin probabilitatea {\displaystyle P_{i}\,} de realizare a stării de energie {\displaystyle E_{i}\,,} caracterizată prin numărul cuantic {\displaystyle i\,.} Echivalentul relațiilor (11) și (12) în mecanica statistică cuantică este, ținând seama și de (26):
{\displaystyle \left(38\right)}{\displaystyle P_{i}={\frac {1}{Z}}\;e^{-E_{i}/kT}\,,}
{\displaystyle \left(39\right)}{\displaystyle Z=\sum _{j}e^{-E_{j}/kT}\,.}
Odată cunoscută suma de stare (funcția de partiție) {\displaystyle Z\,,} proprietățile macroscopice ale sistemului se deduc din energia liberă (27) prin metode standard. Determinarea nivelelor de energie pentru un sistem cu un număr foarte mare de grade de libertate este însă o problemă dificilă, chiar dispunând de resurse de calcul moderne. De aceea, o termodinamică statistică bazată pe relațiile (38) și (39) este greu sau imposibil de construit, în cazul cel mai general.

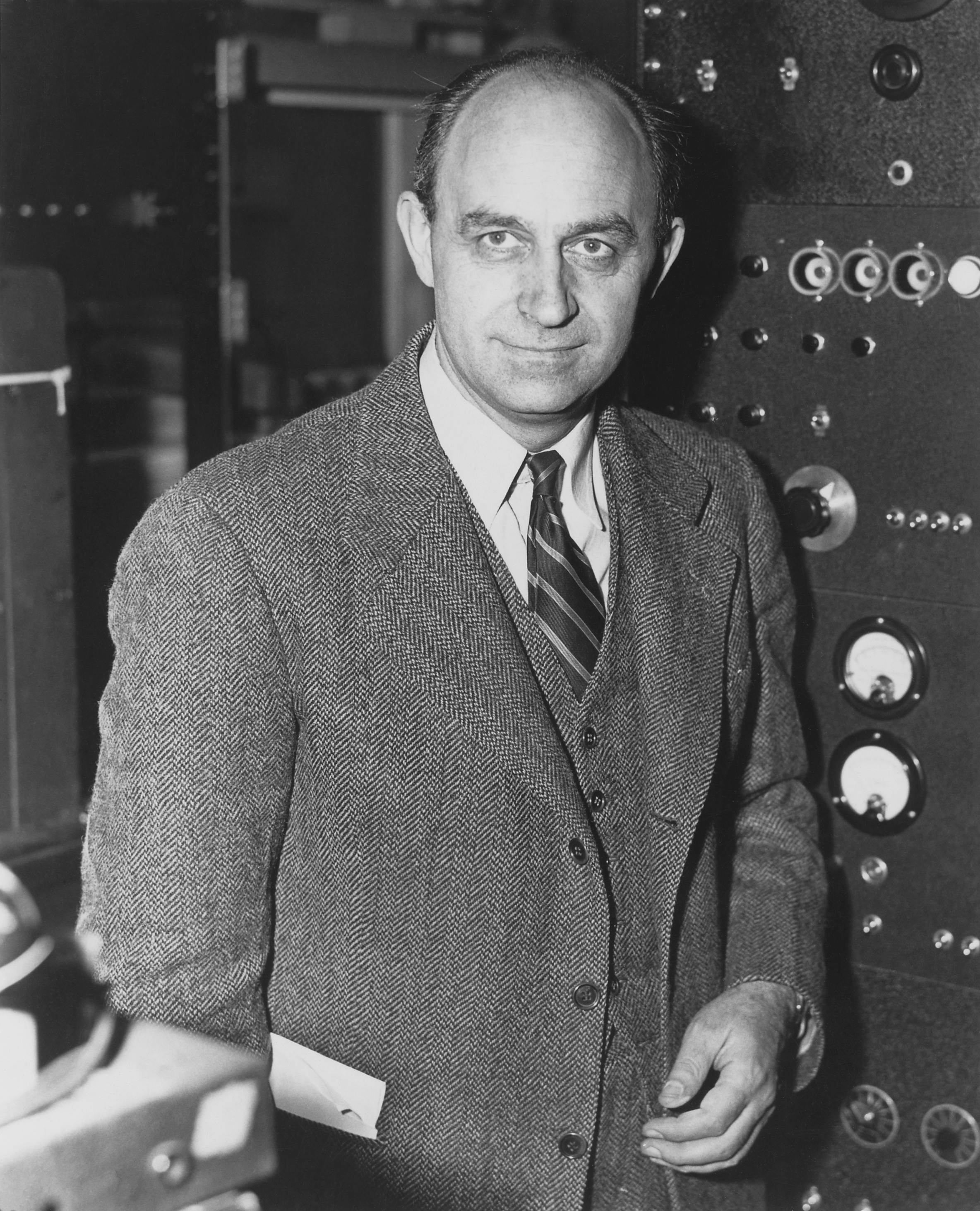
Fermi

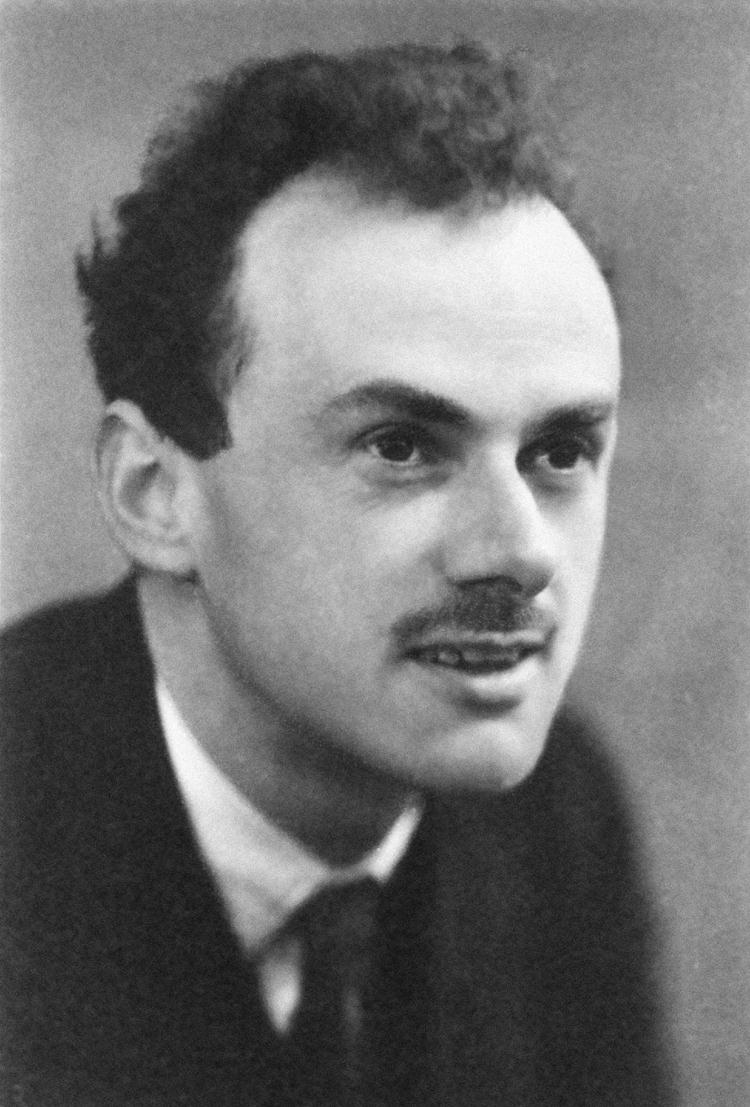
Dirac

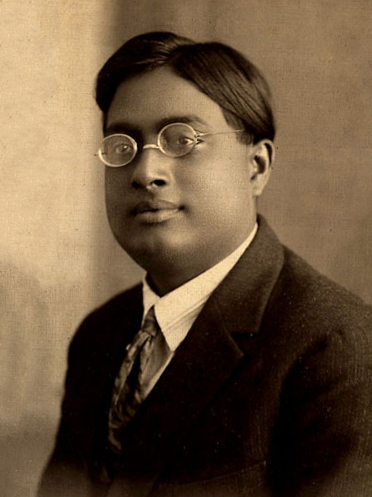
Bose

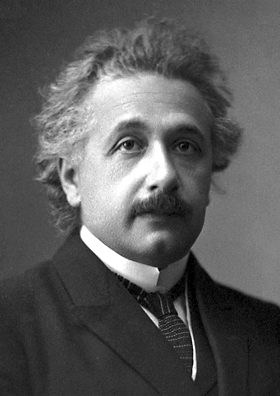
Einstein

Comparație între statisticile Fermi-Dirac, Bose-Einstein și Maxwell-Boltzmann

### Sisteme de particule identice
Problema se simplifică apreciabil dacă sistemul macroscopic considerat constă dintr-un număr mare de subsisteme identice a căror structură internă rămâne practic neafectată de interacțiunile dintre ele; în acest caz se vorbește despre un sistem de particule identice. Gazele și electronii din metale sunt astfel de sisteme.
Fie un sistem compus dintr-un număr {\displaystyle N\,} de particule identice și fie {\displaystyle \left\{\epsilon _{0},\epsilon _{1},...,\epsilon _{i},...\right\}\,} nivelele de energie ale unei particule izolate în condițiile externe date, presupuse cunoscute. Pentru a realiza echilibrul termodinamic, particulele componente trebuie să interacționeze (prin mecanismul „ciocnirilor” din teoria cinetică), dar se presupune că aceste interacțiuni au un efect neglijabil asupra nivelelor de energie. În acest sens, particulele sunt independente, iar nivelele de energie ale sistemului rezultă din însumarea nivelelor de energie ale particulelor componente. Pentru alcătuirea unui colectiv statistic reprezentativ trebuie ținut seama de faptul că, în mecanica cuantică, particulele identice sunt distribuite statistic pe stările uniparticulă, descrierea lor individuală — de genul „particula cu numărul {\displaystyle j\,} se află în starea de energie {\displaystyle \epsilon _{j}\,}” — fiind lipsită de sens. Numărul de particule din sistem aflate într-o anumită stare uniparticulă se numește număr de ocupare al acelei stări; exisă deci, în paralel cu șirul nivelelor de energie, șirul numerelor de ocupare {\displaystyle \left\{n_{0},n_{1},...,n_{i},...\right\}.} Suma energiilor particulelor componente este energia sistemului:
{\displaystyle \left(40\right)}{\displaystyle E=\sum _{j}\,n_{j}\,\epsilon _{j}\,.}
Interacțiile dintre particulele componente, fără să modifice nivelele de energie, produc o redistribuire a particulelor pe nivelele existente. Distribuția statistică reprezentativă pentru această situație este distribuția macrocanonică, în care toate componentele intervin cu același potențial chimic, întrucât particulele sunt identice:
{\displaystyle \left(41\right)}{\displaystyle P=const\cdot e^{-\left(\sum _{j}n_{j}\epsilon _{j}\,-\sum _{j}\mu \,n_{j}\right)/kT}=const\cdot \prod _{j}\left(e^{-\left(\epsilon _{j}-\mu \right)/kT}\right)^{n_{j}}\,.}
Această formulă reprezintă probabilitatea ca cele {\displaystyle N\,} particule să fie distribuite astfel: în starea  {\displaystyle \epsilon _{0}\,} să se găsească {\displaystyle n_{0}\,} particule, în starea {\displaystyle \epsilon _{1}\,} să se găsească {\displaystyle n_{1}\,} particule, ... etc. Probabilitatea ca în starea de energie {\displaystyle \epsilon _{i}\,} să se găsească {\displaystyle n_{i}\,} particule, indiferent de modul în care sunt ocupate celelalte stări, se obține sumând peste celelalte stări, cu rezultatul
{\displaystyle \left(42\right)}{\displaystyle P_{i}\left(\epsilon _{i},n_{i}\right)=const\cdot \left(e^{-\left(\epsilon _{i}-\mu \right)/kT}\right)^{n_{i}}\,;}
factorul constant se determină din condiția de normare a probabilităților
{\displaystyle \left(43\right)}{\displaystyle \sum _{n_{j}}\,P_{j}\left(\epsilon _{i},n_{j}\right)=1\,.}
Valoarea medie a numărului de ocupare pentru nivelul {\displaystyle \epsilon _{i}}, care indică distribuția particulelor din sistem pe nivelele de energie uniparticulă, este
{\displaystyle \left(44\right)}{\displaystyle \left\langle n_{i}\right\rangle =\sum _{n_{j}}\,n_{j}\,P_{j}\left(\epsilon _{i},n_{j}\right)\,.}
Dacă pentru toate nivelele numărul de ocupare are valoarea 1, relația (41) se reduce la distribuția canonică, iar relația (42) devine distribuția Maxwell-Boltzmann din mecanica statistică clasică.

#### Relația dintre spin și statistică
Există o relație cu caracter general între tipul de statistică — exprimat prin relațiile (42)-(44) — de care ascultă un sistem de particule identice și valoarea spinului acestor particule:
- Pentru particulele de spin semiîntreg {\displaystyle \scriptstyle \left(s={\frac {1}{2}},\,{\frac {3}{2}},\,{\frac {5}{2}},\,...\,\right)\,} numărul de ocupare poate lua numai două valori: 0 și 1. Particulele din această categorie, numite fermioni, se supun statisticii Fermi-Dirac.
- Pentru particulele de spin întreg {\displaystyle \scriptstyle \left(s=0,\,1,\,2,\,...\,\right)\,} numărul de ocupare poate lua orice valoare întreagă: 0, 1, 2, ...  Particulele din această categorie, numite bosoni, se supun statisticii Bose-Einstein.

În mecanica cuantică nerelativistă această relație are caracter de postulat, rezultat din analiza datelor experimentale asupra sistemelor de particule identice. O primă formulare, limitată la electroni (care sunt fermioni) e cunoscută ca principiul de excluziune al lui Pauli. Relația dintre spinul semiîntreg/întreg și caracterul de fermion/boson este demonstrată, în ipoteze foarte generale, în cadrul teoriei cuantice relativiste a câmpurilor, sub denumirea de teorema spin-statistică.
Cu acestea, numărul de ocupare mediu pentru cele două tipuri de statistică se obține din formula (44) prin calcul direct:

##### Statistica Fermi-Dirac (fermioni)
{\displaystyle \left(45\right)}{\displaystyle \left\langle n_{i}\right\rangle ={\frac {1}{e^{(\epsilon _{i}-\mu )/kT}+1}}\,.}

##### Statistica Bose-Einstein (bosoni)
{\displaystyle \left(46\right)}{\displaystyle \left\langle n_{i}\right\rangle ={\frac {1}{e^{(\epsilon _{i}-\mu )/kT}-1}}\,.}

#### Dependența de parametrii macroscopici
Numărul de ocupare mediu depinde de doi parametri macroscopici ai sistemului: temperatura {\displaystyle T\,} și potențialul chimic {\displaystyle \mu \,.} Aceștia nu sunt însă independenți, ci sunt legați prin faptul că
{\displaystyle \left(47\right)}{\displaystyle \sum _{j}\left\langle n_{j}\right\rangle =N\,.}

##### Limita clasică
Pentru ambele tipuri de statistică, dacă exponențiala de la numitor devine foarte mare în raport cu unitatea, aceasta din urmă poate fi neglijată; se obține
{\displaystyle \left(48\right)}{\displaystyle \left\langle n_{i}\right\rangle =e^{-\left(\epsilon _{i}-\mu \right)/kT}=const\cdot e^{-\epsilon _{i}/kT}\,,}
adică distribuția Maxwell-Boltzmann din mecanica statistică clasică. Pentru aceasta e necesar ca {\displaystyle \epsilon _{i}>\mu } iar temperatura să fie suficient de înaltă. În acest caz {\displaystyle \left\langle n_{i}\right\rangle \ll 1\,,} deci densitatea de particule e foarte mică. Se poate arăta, pe baza relației (47), că această situație se realizează mai ușor în cazul particulelor de masă mare. În aceste condiții, dispar caracteristicile cuantice și proprietățile sistemului sunt cele date de statistica clasică.

##### Degenerescență cuantică
În cazul opus, când exponențiala este de ordinul unității, cele două distribuții duc la rezultate radical diferite de statistica clasică și între ele: apar fenomenele zise de degenerescență cuantică. Evident, aceasta se întâmplă când condițiile din secțiunea precedentă sunt inversate: la temperaturi suficient de scăzute, densități suficient de mari și mase suficient de mici. Mai precis: există o temperatură de prag, cu atât mai ridicată cu cât sistemul este mai dens și masa particulelor e mai mică, sub care apar fenomenele de degenerescență.
În cazul statisticii Fermi-Dirac, faptul că o particulă ocupă o anumită stare exclude alte particule din această stare, ceea ce echivalează cu o forță repulsivă care se opune condensării sistemului. În cazul electronilor din metale, densitatea este totuși suficient de mare, iar masa foarte mică, ceea ce face ca sistemul să fie degenerat până la temperatura de topire. Din această cauză multe proprietăți ale metalelor la temperatura ordinară nu au putut fi explicate prin statistica clasică.
Statistica Bose-Einstein, admițând ocuparea unei stări de către un număr foarte mare de particule, echivalează cu o forță atractivă care favorizează condensarea. În cazul unui gaz de atomi de heliu, deși masa este mică, temperatura de prag este foarte scăzută; proprietățile neobișnuite ale condensatului de heliu la temperaturi sub 3 K sunt explicate ca fenomene de degenerescență.